# Eisgekühlter Bommerlunder
Eisgekühlter Bommerlunder (ursprünglicher Titel: Bommerlunder) ist ein Trinklied der Band Die Toten Hosen, die den Titel erstmals 1983 als Single auf ihrem eigenen Plattenlabel Totenkopf veröffentlichte.
Die Melodie entstammt dem ersten Teil des Sambastücks Chiu Chiu, das der Chilene Nicanor Molinare 1937 komponierte. In den 1950er Jahren entwickelte sich daraus ein Fahrtenlied mit dem Titel Eisgekühlte Coca-Cola, das Die Toten Hosen als Vorlage verwendeten. Die Idee, den Kümmelbranntwein Bommerlunder zum Gegenstand des Liedes zu machen, kam von Trini Trimpop, dem damaligen Schlagzeuger der Band.

## Entstehungsgeschichte
Im Herbst 1982 gingen Die Toten Hosen zum ersten Mal auf Tour. Zu einem angesagten Punk-Abend konnte man damals mit einem Publikum von 300 Leuten rechnen.

„[…] mischten Die Toten Hosen die Energie des Punk mit brachialem Rumpelrock und Gesängen, die ebenso gut aus der Fankurve des Düsseldorfer Fortuna-Stadions hätten stammen können. Mit den frühen Punkbands hatten sie vor allem eines gemein: Spielfreude und der Spaß an einer wilden Party waren wichtiger als raffinierte Akkordwechsel und sauber gespielte Soli.“

In diesem Szenario entstand Eisgekühlter Bommerlunder, den die Band im Sommer 1983, zusammen mit dem Titel Opel-Gang (später auf dem gleichnamigen Debütalbum enthalten) und Armee der Verlierer auf der B-Seite, als ihre dritte Single im Eigenvertrieb herausbrachte. Den Originalsingles war je ein Probefläschchen Bommerlunder beigelegt.
Zum ersten Mal im Radio lief Eisgekühlter Bommerlunder bei Radio3 in Stuttgart, wo die Vorläuferband der Toten Hosen – ZK – bekannt war, da Radiomoderator Stefan Siller bereits 1980 ein Punk-Konzert mit ZK in Stuttgart organisiert hatte. Eisgekühlter Bommerlunder hielt sich 1983 für mehrere Wochen auf dem ersten Platz der Hörerhitparade des 3. Hörfunkprogrammes des Süddeutschen Rundfunks.
Zur selben Zeit wurde die EMI durch den Titel auf „Die Toten Hosen“ aufmerksam. Die Band unterzeichnete am 1. Juli 1983 einen Vertrag mit der Plattenfirma, die 50.000 DM für ein Video von Eisgekühlter Bommerlunder vorstreckte.
Regisseur Wolfgang Büld drehte in der Kirche St. Willibald in Jesenwang in der Nähe von Fürstenfeldbruck. Gespielt wurde eine Punker-Hochzeit, bei der Kurt Raab in der Rolle eines katholischen Priesters und Marianne Sägebrecht als Braut zu sehen sind. Das Video enthielt verschiedene obszöne Andeutungen und wurde von den öffentlich-rechtlichen Fernsehsendern nicht ausgestrahlt. Die Kirche wurde nach Bekanntwerden des Drehs neu geweiht. Dennoch erhielt die Band die Gelegenheit zu einem Live-Auftritt im deutschen Fernsehen, bei dem es zu einer ungewöhnlichen und im Vorfeld nicht geplanten Darbietung des Titels Eisgekühlter Bommerlunder kam. Am 1. Oktober 1983 hatten Die Toten Hosen im Berliner Tempodrom gespielt, mit einem Teil der Fans danach weitergefeiert und mit ihnen zusammen die Einladung zur Musiksendung Formel Eins am folgenden Tag wahrgenommen. Dort setzten sie ihre Idee durch, die Bühnenshow den teilweise erst 15-jährigen Punks zu überlassen. Die Band selbst blieb im Zuschauerbereich.
Unter dem Titel Hip-Hop-Bommi-Bop entstand in den Studios von EMI in Zusammenarbeit mit Fab 5 Freddy eine Hip-Hop-Version des Liedes, die im Dezember 1983 in zweifacher Ausführung auf einer Single erschien. Die Musiker nennen sich auf der 12″-Single „The Incredible T. H. Scratchers“ starring: „Freddy Love“. Die Titel sind 4 Minuten 25 Sekunden und 6 Minuten 47 Sekunden lang und enthalten einen längeren englischen Text, den Freddy rhythmisch spricht. Begleitet wird er von Schlaginstrumenten und E-Gitarren. Die in diesem Genre üblichen Scratchgeräusche imitieren die Musiker mit der Stimme. Eine Melodie ist nicht mehr zu erkennen. Die Produktion gilt weltweit als erste Veröffentlichung, bei der sich die Stilrichtungen Rock und Hip-Hop verbinden. Ein Remix davon ist auf dem Doppelalbum Auf dem Kreuzzug ins Glück zu hören, das 1990 Platz eins der deutschen Alben-Charts belegte. Ein Video zu Hip-Hop-Bommi-Bop zeigt die Musiker als Breakdance vorführende Kannibalen im Baströckchen.

Single Zamrożona Wyborowa in durchsichtigem Vinyl

Da die Band Eisgekühlter Bommerlunder bisher auf nahezu jedem ihrer Konzerte spielte, gibt es zahlreiche Veröffentlichungen in unterschiedlichen Versionen, auf Live-Alben, Videos und DVDs. Die erste Live-Variante erschien auf dem Album Bis zum bitteren Ende. Eine ruhige akustische Lounge-Version, arrangiert von Hans Steingen, bei der sich Campino in der Art des Vortrags an Dean Martin anlehnt, enthält das Konzertalbum Nur zu Besuch aus der Reihe MTV Unplugged, aufgenommen im Wiener Burgtheater. Das Album erreichte die Top 10 der deutschen, österreichischen und Schweizer Charts.
Für den Film Hochzeitspolka von Lars Jessen spielten Die Toten Hosen eine Version von Eisgekühlter Bommerlunder in polnischer Sprache ein. Im Text von Przemysław Nowakowski wird der Wodka Wyborowa angesprochen, zudem polnische Leber- und Fleischwurst. Das Musikvideo zu Zamrożona Wyborowa wurde am 10. September 2010 erstmals auf der offiziellen Homepage der Band vorgestellt.

## Text und Melodie
Die Melodie komponierte Nicanor Molinare 1937 für den Schlager Chiu Chiu. Im Originaltext geht es um das morgendliche Gezwitscher einer Morgenammer. Das Musikstück gehört zum Soundtrack des 1943 für den Oscar nominierten Musikfilms You Were Never Lovelier (deutscher Titel: Du warst nie berückender; deutsche Erstaufführung am 8. Juli 1949) mit Fred Astaire und Rita Hayworth in den Hauptrollen. In der Filmversion wird es von Lina Romay gesungen, die von Xavier Cugat und seinem Orchester begleitet wird.

Erste Zeile aus Chiu Chiu

Aus den ersten Zeilen der weltweit bekannten Melodie von Chiu Chiu entstand bereits unter den Backfischen der 1950er Jahre, nach einem Werbeslogan des Unternehmens Coca-Cola, ein deutsches Lied mit dem Titel Eisgekühlte Coca-Cola, das häufig auf Klassenfahrten gesungen wurde und inzwischen in Schulbücher Einzug genommen hat.
Die koffeinhaltige Limonade, um die es in diesem Lied ging, tauschten Die Toten Hosen gegen das alkoholische Getränk „Bommerlunder“ aus und es entstand folgender Text:

„Eisgekühlter Bommerlunder, Bommerlunder eisgekühlt; eisgekühlter Bommerlunder, Bommerlunder eisgekühlt und dazu ein belegtes Brot mit Schinken, ein belegtes Brot mit Ei. Das sind zwei belegte Brote, eins mit Schinken und eins mit Ei.“

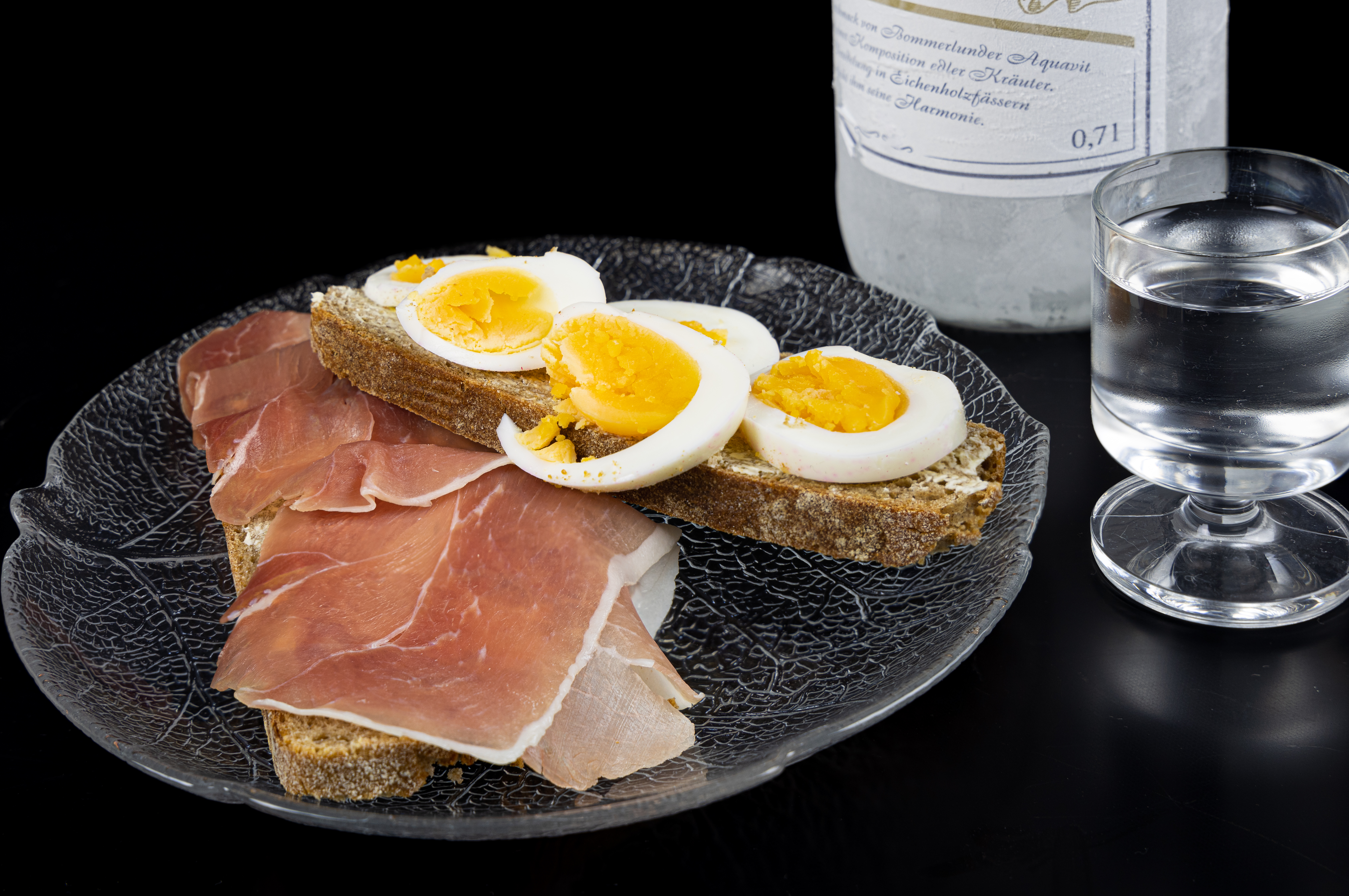
Eisgekühlter Bommerlunder, ein belegtes Brot mit Schinken, ein belegtes Brot mit Ei

Der insgesamt knapp dreiminütige Titel beginnt mit einem kurzen Intro einer akustischen Gitarre. Im Hintergrund ist eine Gruppe von Leuten zu hören, die sich lebhaft unterhält. Andreas von Holst fängt an, die wenigen Textzeilen zu singen, die er ständig wiederholt. Nacheinander setzen Schlagzeug, E-Bass und E-Gitarren ein, und andere Personen stimmen in das Lied mit ein. Die Musik wird immer lauter und schneller. Nach der Verknüpfung „und dazu …“ rückt zudem die Tonart bei jeder Wiederholung des Textes um einen Halbton nach oben. Während der letzten 30 Sekunden des Liedes wird zusätzlich nach und nach die Bandgeschwindigkeit auf das etwa Eineinhalbfache erhöht, sodass die Musik verfremdet und der Text unverständlich wird.
Die teilnehmenden Musiker bei der Erstveröffentlichung sind Campino, Michael Breitkopf, Andreas Meurer, Andreas von Holst und Trini Trimpop.
Die Livevorträge des Songs funktionieren nach dem Call-and-Response-Prinzip, in dem der Vorsänger, meistens Andreas von Holst, den Text: „Ein belegtes Brot mit Schinken“ vorgibt, und das Publikum mit „Schin-ken“, oder auf „Ein belegtes Brot mit Ei“ mit „Ei“ antwortet.
Die Unpluggedversion, die während der Veranstaltung im Wiener Burgtheater aufgenommen wurde, weicht jedoch von dieser Vorgehensweise ab. Der Song wurde hierfür als Barjazznummer umgewandelt, die Campino vorträgt. Er singt die Textzeile nur zweimal, spielt Kazoo und stellt dazwischen die teilnehmenden Musiker an ihren Instrumenten vor. Es begleiten ihn am Klavier Esther Kim, Raphael Zweifel am Cello, Andreas von Holst, Michael Breitkopf und Andreas Meurer an den Gitarren und Vom Ritchie am Schlagzeug.

## Veröffentlichungen
Eisgekühlter Bommerlunder erschien auf keinem regulären Studioalbum der Toten Hosen, sondern ausschließlich 1983 auf der gleichnamigen Single. Erst 1993 war die ursprüngliche Studioversion des Liedes auf der Kompilation Reich & sexy enthalten. Ein Remastering erschien nochmals in den Jahren 2011 und 2022 auf den Jubiläumsalben All die ganzen Jahre und Alles aus Liebe: 40 Jahre Die Toten Hosen. Eisgekühlter Bommerlunder war als Liveversion auf einer ganzen Reihe von Konzertmitschnitten und -filmen der Toten Hosen enthalten:
- 1987: Bis zum bitteren Ende, Album
- 2001: En misión del señor – Live in Buenos Aires, DVD
- 2003: Im Auftrag des Herrn, Doppel-DVD
- 2004: Rock am Ring Live, DVD
- 2005: Heimspiel! Die Toten Hosen Live in Düsseldorf, DVD
- 2005: Nur zu Besuch, akustische Version
- 2008: Hals + Beinbruch – Live bei Rock am Ring 2008, DVD
- 2009: Machmalauter: Die Toten Hosen Live in Berlin, DVD
- 2009: Die Toten Hosen: Auf die harte Tour – Live im SO36, DVD
- 2010: Zamrożona Wyborowa
- 2013: Der Krach der Republik, Doppel-Album

Das Musikvideo zu Eisgekühlter Bommerlunder wurde auf folgenden Bildträgern veröffentlicht:
- 1989: 3 Akkorde für ein Halleluja, VHS
- 2002: Reich & sexy II – Ihre erfolgreichsten Videos, DVD

## Resonanz
Bommerlunder war der Auftakt einer Reihe von musikalisch einfach gestrickten Trinkliedern, welche die Band im Laufe ihrer Geschichte herausbrachte. Dazu gehört auch das Lied Bis zum bitteren Ende, dessen Titel sich die Band auf ihr Logo geschrieben hat. Der Song wurde ebenfalls in verschiedenen Versionen veröffentlicht und ist bis heute Bestandteil ihrer Konzerte.
Die Toten Hosen wurden wegen ihrer Partylieder vielfach in der Presse kritisiert. Wiglaf Droste nannte das zum Beispiel in einem Artikel im Satiremagazin Titanic aus dem Jahre 1990 mit der Überschrift: Wenn Jusos lallen: Campino eine tote Hose, einen „bundeswehrspindgeeichten, nach Bierfurz und Männergruppe muffenden Humor“.
Dennoch leisteten die Lieder einen maßgeblichen Beitrag zum Erfolg der Band, die jedes ihrer Konzerte bis heute als „Party“ betrachtet. Den Titel Eisgekühlter Bommerlunder spielte die Band auch auf den Veranstaltungen ihrer vorerst letzten Tour Laune der Natour 2018. Die Toten Hosen wurden vielfach als hervorragende Liveband ausgezeichnet, zuletzt mit dem Echo 2014. Musikjournalist Jürgen Seibold bezeichnete 1992 Eisgekühlter Bommerlunder als „Hymne der Düsseldorfer Band, […] einen witzigen Zwitter aus musikgewordenem Saufgelage und Punkrock, der heute wohl zu den populärsten deutschsprachigen Songs überhaupt zählt“ und Hollow Skai schrieb, Eisgekühlter Bommerlunder und vor allem das zugehörige Video würden „dem Sinn der Hosen für subversiven Klamauk entsprechen.“

## Coverversionen
Eisgekühlter Bommerlunder wurde als Partysong vereinzelt erneut gecovert. Die Punkband Deutsche Trinkerjugend (kurz D.T.J.) nahm das Lied live bei einem Konzert am 13. August 1982 im Berliner Flöz auf und veröffentlichte es auf dem Split-Tape Live im Flöz mit Die Suurbiers, das bereits 1982 und somit vor der Single der Toten Hosen erschien. Unter dem Namen Die Technodosen veröffentlichten Tommi Stumpff und Luc Van Leuven 1993 eine Techno-Version des Liedes mit dem Titel Bommerlunder als Maxi-Single. Von Mille erschien eine Ballermann-Version auf dem Sampler Ballermann Hits Party 2002. 2007 veröffentlichte die „Hillbilly“-Band Hayseed Dixie das Lied als Bonus-Track auf ihrem Album Weapons of Grass Destruction. Von Jörg & Dragan wurde zudem eine Version aufgenommen, die sich auf den Samplern Ballermann 6: Balenario präsentiert die Pole Position 2012 oder Die Hit-Giganten – Best Of Après-Ski Hits findet.

## Sonstiges
In der Filmkomödie Gib Gas – Ich will Spaß von 1983, die wie das Musikvideo zum Lied Eisgekühlter Bommerlunder von Regisseur Wolfgang Büld gedreht wurde, sieht man die Wallfahrtskirche St. Willibald, den Schauplatz des Musikvideos, kurz in jener Szene, in der die beiden Hauptdarsteller Nena und Markus in einem gelben Geländewagen zum nahegelegenen Flugplatz Jesenwang fahren.